# XXI dinastia egizia
Sulla XXI dinastia egizia possediamo un elenco di nomi tramandatoci nelle opere di Sesto Africano, che derivano da quelle, perdute, di Manetone ed una certa
quantità di informazioni provenienti da scavi archeologici che ci hanno fornito le titolature dei sovrani. Va notato che non sempre queste due fonti sono in accordo, quindi nella stessa sequenza dei sovrani vi possono essere dei punti di dubbio.
| prenomen                    | nomen                     | Sesto Africano | Periodo di regno      |
| --------------------------- | ------------------------- | -------------- | --------------------- |
| Hedjekheperra-setepenra     | Nesbanebded-meriamon      | Smendes        | 1069 a.C. - 1043 a.C. |
| Neferkara-Hekauaset         | Amenemnesut-meriamon      | Nepherkheres   | 1043 a.C. - 1039 a.C. |
| Akheperra-setepenamon       | Pasebakhaienniut-meriamon | Psusennes I    | 1039 a.C. - 993 a.C.  |
| Usermaatra-setepenamon      | Amenemopet-meriamon       | Amenophithis   | 993 a.C. - 984 a.C.   |
| Aakheperra-setepenra        | Userken (Osorkon)         | Osorchor       | 984 a.C. - 978 a.C.   |
| Netjerikheperra-setepenamon | Siamon-meriamon           | non citato     | 978 a.C. - 959 a.C.   |
| Titkheperura-setepenra      | Pasebakhaenniut-meriamon  | Psusennes II   | 959 a.C. - 945 a.C.   |